# Guadalupe (São Tomé und Príncipe)
Guadalupe ist eine Stadt im nördlichen Teil der Insel São Tomé, welche wiederum einen Teil des Inselstaates São Tomé und Príncipe darstellt. Sie ist mit 1734 (2001) Einwohnern die achtgrößte Stadt des Landes und Hauptstadt des Lobata-Distriktes.
Guadalupe kann über eine Landstraße, welche die ganze Insel umkreist, erreicht werden. Hierüber ist sie auch mit den Städten São Tomé, Neves und Trindade verbunden.

## Bevölkerungsentwicklung
| Jahr              | Einwohner | Bevölkerungsdichte |
| ----------------- | --------- | ------------------ |
| 1990 (Zensus)     | k. A.     | -                  |
| 2000 (Zensus)     | 1543      | -                  |
| 2005 (Berechnung) | 1734      | -                  |